# Danh sách trận chung kết Cúp bóng đá Wales

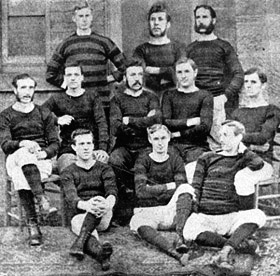
Đội Wrexham vô địch Cúp quốc gia Wales đầu tiên năm 1878. Chú ý rằng đội được chụp ảnh không có cúp, vì một năm sau đó mới tham gia.

Welsh Football Association Challenge Cup, còn gọi là Cúp bóng đá Wales, là giải đấu cúp bóng đá loại trực tiếp ở Wales, tổ chức bởi Hiệp hội bóng đá Wales (FAW).

## Lịch sử
Giữa các mùa giải 1961–62 và 1984–85, trận chung kết chia thành hai lượt đi và về, dựa vào điểm số hơn là tổng tỉ số. Ở mùa giải 1985–86, chuyển về trận đấu bình thường, được quyết định bởi hiệp phụ và sút luân lưu nếu cần thiết. 
Shrewsbury Town giữa kỉ lục là đội bóng Anh vô địch cúp nhiều lần nhất. Đội bóng Anh cuối cùng vô địch Cúp quốc gia Wales là Hereford United năm 1990. 

## Các trận chung kết
| Mùa giải  | Đội vô địch             | Tỉ số       | Đội á quân              | Địa điểm                                | Khán giả |
| --------- | ----------------------- | ----------- | ----------------------- | --------------------------------------- | -------- |
| 1877–78   | Wrexham                 | 1–0         | Druids                  | Acton Park Wrexham                      | 1,500    |
| 1878–79   | Newtown White Stars     | 1–0         | Wrexham                 | the Cricket Field, Oswestry             | 2,500    |
| 1879–80   | Druids                  | 2–1         | Ruthin                  | Racecourse Ground, Wrexham              | 4,000    |
| 1880–81   | Druids                  | 2–0         | Newtown White Stars     | Racecourse Ground, Wrexham              | 4,000    |
| 1881–82   | Druids                  | 5–0         | Northwich Victoria      | Racecourse Ground, Wrexham              | 2,000    |
| 1882–83   | Wrexham                 | 1–0         | Druids                  | Racecourse Ground, Wrexham              | 2,000    |
| 1883–84   | Oswestry White Star     | 0–0         | Druids                  | Racecourse Ground, Wrexham              | 2,000    |
| đá lại    | Oswestry White Star     | 1–0         | Druids                  | Racecourse Ground, Wrexham              | 3,000    |
| 1884–85   | Druids                  | 1–1         | Oswestry White Star     | Racecourse Ground, Wrexham              | 2,000    |
| đá lại    | Druids                  | 3–1(a.e.t)  | Oswestry White Star     | Racecourse Ground, Wrexham              | 2,000    |
| 1885–86   | Druids                  | 4–0         | Newtown                 | Racecourse Ground, Wrexham              | 3,000    |
| 1886–87   | Chirk AAA               | 2–1         | Davenham                | Alexandra Recreation Ground, Crewe      | 1,500    |
| 1887–88   | Chirk AAA               | 5–0         | Newtown                 | Owen's Field, Chester Road, Wrexham     | 3,000    |
| 1888–89   | Bangor                  | 2–1         | Northwich Victoria      | Racecourse Ground, Wrexham              | 4,000    |
| 1889–90   | Chirk AAA               | 1–0         | Wrexham                 | Racecourse Ground, Wrexham              | 3,500    |
| 1890–91   | Shrewsbury Town         | 5–2         | Wrexham                 | the Cricket Field, Oswestry             | 3,000    |
| 1891–92   | Chirk AAA               | 2–1         | Westminster Rovers      | Wrexham Racecourse, Wrexham             | 4,000    |
| 1892–93   | Wrexham                 | 2–1         | Chirk AAA               | the Cricket Field, Oswestry             | 5,000    |
| 1893–94   | Chirk AAA               | 2–0         | Westminster Rovers      | Wynnstay Park, Ruabon                   | 3,000    |
| 1894–95   | Newtown                 | 3–2         | Wrexham                 | Welshpool                               | 5,000    |
| 1895–96   | Bangor                  | 3–1         | Wrexham                 | Council Field, Llandudno                | 7,000    |
| 1896–97   | Wrexham                 | 2–0         | Newtown                 | the Cricket Field, Oswestry             | 6,000    |
| 1897–98   | Druids                  | 1–1         | Wrexham                 | the Cricket Field, Oswestry             | 4,500    |
| đá lại    | Druids                  | 2–1         | Wrexham                 | the Cricket Field, Oswestry             | 1,500    |
| 1898–99   | Druids                  | 2–2         | Wrexham                 | Hand Field, Chirk                       | 4,000    |
| đá lại    | Druids                  | 1–0         | Wrexham                 | Hand Field, Chirk                       | 3,500    |
| 1899–1900 | Aberystwyth Town        | 3–0         | Druids                  | the Cunnings, Newtown                   | 3,000    |
| 1900–01   | Oswestry United         | 1–0         | Druids                  | Racecourse Ground, Wrexham              | 7,000    |
| 1901–02   | Wellington Town         | 1–0         | Wrexham                 | Racecourse Ground, Wrexham              | 6,000    |
| 1902–03   | Wrexham                 | 8–0         | Aberaman Athletic       | Racecourse Ground, Wrexham              | 5,500    |
| 1903–04   | Druids                  | 3–2         | Aberdare Athletic       | Racecourse Ground, Wrexham              | 6,500    |
| 1904–05   | Wrexham                 | 3–0         | Aberdare Athletic       | Racecourse Ground, Wrexham              | 6,191    |
| 1905–06   | Wellington Town         | 3–2         | Whitchurch              | Racecourse Ground, Wrexham              | 4,000    |
| 1906–07   | Oswestry United         | 2–0         | Whitchurch              | Racecourse Ground, Wrexham              | 6,000    |
| 1907–08   | Chester City            | 3–1         | Connah's Quay & Shotton | Racecourse Ground, Wrexham              | 8,000    |
| 1908–09   | Wrexham                 | 1–0         | Chester City            | Racecourse Ground, Wrexham              | 9,000    |
| 1909–10   | Wrexham                 | 2–1         | Chester City            | Racecourse Ground, Wrexham              | 10,000   |
| 1910–11   | Wrexham                 | 6–0         | Connah's Quay & Shotton | Racecourse Ground, Wrexham              | 3,000    |
| 1911–12   | Cardiff City            | 0–0         | Pontypridd              | Ninian Park, Cardiff                    | 14,000   |
| đá lại    | Cardiff City            | 3–0         | Pontypridd              | Ynys Field, Aberdare                    | 7,000    |
| 1912–13   | Swansea Town            | 0–0         | Pontypridd              | Ninian Park, Cardiff                    | 9,000    |
| đá lại    | Swansea Town            | 1–0         | Pontypridd              | Mid-Rhondda Ground, Tonypandy           | 8,319    |
| 1913–14   | Llanelli                | 0–0         | Wrexham                 | Vetch Field, Swansea                    | 15,000   |
| đá lại    | Wrexham                 | 3–0         | Llanelli                | the Cricket Field, Oswestry             | 3,639    |
| 1914–15   | Wrexham                 | 1–1         | Swansea Town            | Racecourse Ground, Wrexham              | 6,000    |
| đá lại    | Wrexham                 | 1–0         | Swansea Town            | Ninian Park, Cardiff                    | 4,000    |
| 1919–20   | Cardiff City            | 2–0         | Wrexham                 | Racecourse Ground, Wrexham              | 6,618    |
| 1920–21   | Pontypridd              | 1–1         | Wrexham                 | Ninian Park, Cardiff                    | 7,000    |
| đá lại    | Wrexham                 | 3–1         | Pontypridd              | Gay Meadow, Shrewsbury                  | 8,000    |
| 1921–22   | Cardiff City            | 2–0         | Ton Pentre              | Taff Vale Park, Pontypridd              | 8,000    |
| 1922–23   | Cardiff City            | 3–2         | Aberdare Athletic       | Vetch Field, Swansea                    | 8,000    |
| 1923–24   | Merthyr Town            | 2–2         | Wrexham                 | Taff Vale Park, Pontypridd              | 4,500    |
| đá lại    | Wrexham                 | 1–0         | Merthyr Town            | Racecourse Ground, Wrexham              | 8,000    |
| 1924–25   | Wrexham                 | 3–1         | Flint Town              | Racecourse Ground, Wrexham              | 6,565    |
| 1925–26   | Ebbw Vale               | 3–2         | Swansea Town            | Welfare Ground, Ebbw Vale               | 2,500    |
| 1926–27   | Cardiff City            | 2–0         | Rhyl Athletic           | Racecourse Ground, Wrexham              | 9,690    |
| 1927–28   | Cardiff City            | 2–0         | Bangor Athletic         | Farrar Road, Bangor                     | 12,000   |
| 1928–29   | Connah's Quay & Shotton | 3–0         | Cardiff City            | Racecourse Ground, Wrexham              | 9,623    |
| 1929–30   | Cardiff City            | 0–0(a.e.t)  | Rhyl Athletic           | Gay Meadow, Shrewsbury                  | 5,892    |
| đá lại    | Cardiff City            | 4–2         | Rhyl Athletic           | Racecourse Ground, Wrexham              | 7,000    |
| 1930–31   | Wrexham                 | 7–0         | Shrewsbury Town         | Racecourse Ground, Wrexham              | 8,868    |
| 1931–32   | Wrexham                 | 1–1         | Swansea Town            | Racecourse Ground, Wrexham              | 8,300    |
| đá lại    | Swansea Town            | 2–0         | Wrexham                 | Vetch Field, Swansea                    | 5,000    |
| 1932–33   | Chester City            | 2–0         | Wrexham                 | Sealand Road, Chester                   | 15,000   |
| 1933–34   | Bristol City            | 1–1         | Tranmere Rovers         | Racecourse Ground, Wrexham              | 4,922    |
| đá lại    | Bristol City            | 3–0         | Tranmere Rovers         | Sealand Road, Chester                   | 4,000    |
| 1934–35   | Tranmere Rovers         | 1–0         | Chester City            | Sealand Road, Chester                   | 10,000   |
| 1935–36   | Crewe Alexandra         | 2–0         | Chester City            | Racecourse Ground, Wrexham              | 6,807    |
| 1936–37   | Crewe Alexandra         | 1–1         | Rhyl Athletic           | Sealand Road, Chester                   | Unknown  |
| đá lại    | Crewe Alexandra         | 3–1         | Rhyl Athletic           | Sealand Road, Chester                   | Unknown  |
| 1937–38   | Shrewsbury Town         | 2–2         | Swansea Town            | Gay Meadow, Shrewsbury                  | 14,500   |
| đá lại    | Shrewsbury Town         | 2–1         | Swansea Town            | Gay Meadow, Shrewsbury                  | 8,000    |
| 1938–39   | South Liverpool         | 2–1         | Cardiff City            | Racecourse Ground, Wrexham              | 5,000    |
| 1939–40   | Wellington Town         | 4–0         | Swansea Town            | Gay Meadow, Shrewsbury                  | 6,000    |
| 1946–47   | Chester City            | 0–0         | Merthyr Tydfil          | Ninian Park, Cardiff                    | 27,000   |
| đá lại    | Chester City            | 5–1         | Merthyr Tydfil          | Racecourse Ground, Wrexham              | 11,190   |
| 1947–48   | Lovell's Athletic       | 3–0         | Shrewsbury Town         | Racecourse Ground, Wrexham              | 10,000   |
| 1948–49   | Merthyr Tydfil          | 2–0         | Swansea Town            | Ninian Park, Cardiff                    | 35,000   |
| 1949–50   | Swansea Town            | 4–1         | Wrexham                 | Ninian Park, Cardiff                    | 12,000   |
| 1950–51   | Merthyr Tydfil          | 1–1         | Cardiff City            | Vetch Field, Swansea                    | 12,000   |
| đá lại    | Merthyr Tydfil          | 3–2         | Cardiff City            | Vetch Field, Swansea                    | 18,000   |
| 1951–52   | Rhyl                    | 4–3         | Merthyr Tydfil          | Ninian Park, Cardiff                    | 10,000   |
| 1952–53   | Rhyl                    | 2–1         | Chester City            | Farrar Road, Bangor                     | 8,500    |
| 1953–54   | Flint Town United       | 2–0         | Chester City            | Racecourse Ground, Wrexham              | 15,584   |
| 1954–55   | Chester City            | 1–1         | Barry Town              | Racecourse Ground, Wrexham              | 6,766    |
| đá lại    | Barry Town              | 4–2         | Chester City            | Ninian Park, Cardiff                    | 8,450    |
| 1955–56   | Cardiff City            | 3–2         | Swansea Town            | Ninian Park, Cardiff                    | 37,500   |
| 1956–57   | Wrexham                 | 2–1         | Swansea Town            | Ninian Park, Cardiff                    | 10,000   |
| 1957–58   | Chester City            | 1–1         | Wrexham                 | Sealand Road, Chester                   | 7,742    |
| đá lại    | Wrexham                 | 2–1         | Chester City            | Racecourse Ground, Wrexham              | 7,542    |
| 1958–59   | Cardiff City            | 2–0         | Lovell's Athletic       | Somerton Park, Newport                  | Unknown  |
| 1959–60   | Wrexham                 | 1–0         | Cardiff City            | Racecourse Ground, Wrexham              | 11,172   |
| 1960–61   | Swansea Town            | 3–1         | Bangor City             | Ninian Park, Cardiff                    | 5,938    |
| Mùa giải  | Home Team               | Tỉ số       | Away Team               | Địa điểm                                | Khán giả |
| 1961–62   | Wrexham                 | 3–0         | Bangor City             | Racecourse Ground, Wrexham              | 7,638    |
| Lượt về   | Bangor City             | 2–0         | Wrexham                 | Farrar Road, Bangor                     | 7,500    |
| Play off  | Bangor City             | 3–1         | Wrexham                 | Belle Vue, Rhyl                         | 12,000   |
| 1962–63   | Borough United          | 2–1         | Newport County          | Nant-y-Coed, Llandudno Junction         | 3,500    |
| Lượt về   | Newport County          | 0–0         | Borough United          | Somerton Park, Newport                  | 5,000    |
| 1963–64   | Bangor City             | 2–0         | Cardiff City            | Farrar Road, Bangor                     | 8,500    |
| Lượt về   | Cardiff City            | 3–1         | Bangor City             | Ninian Park, Cardiff                    | 9,050    |
| Play off  | Cardiff City            | 2–0         | Bangor City             | Racecourse Ground, Wrexham              | 10,014   |
| 1964–65   | Cardiff City            | 5–1         | Wrexham                 | Ninian Park, Cardiff                    | 7,412    |
| Lượt về   | Wrexham                 | 1–0         | Cardiff City            | Racecourse Ground, Wrexham              | 8,000    |
| Play off  | Cardiff City            | 3–0         | Wrexham                 | Gay Meadow, Shrewsbury                  | 7,480    |
| 1965–66   | Swansea Town            | 3–0         | Chester                 | Vetch Field, Swansea                    | 9,614    |
| Lượt về   | Chester                 | 1–0         | Swansea Town            | Sealand Road, Chester                   | 6,346    |
| Play off  | Chester                 | 1–2         | Swansea Town            | Sealand Road, Chester                   | 6,276    |
| 1966–67   | Wrexham                 | 2–2         | Cardiff City            | Racecourse Ground, Wrexham              | 11,473   |
| Lượt về   | Cardiff City            | 2–1         | Wrexham                 | Ninian Park, Cardiff                    | 8,299    |
| 1967–68   | Hereford United         | 0–2         | Cardiff City            | Edgar Street, Hereford                  | 5,422    |
| Lượt về   | Cardiff City            | 4–1         | Hereford United         | Ninian Park, Cardiff                    | 6,036    |
| 1968–69   | Swansea City            | 1–3         | Cardiff City            | Vetch Field, Swansea                    | 10,207   |
| Lượt về   | Cardiff City            | 2–0         | Swansea City            | Ninian Park, Cardiff                    | 12,617   |
| 1969–70   | Chester                 | 0–1         | Cardiff City            | Sealand Road, Chester                   | 3,087    |
| Lượt về   | Cardiff City            | 4–0         | Chester                 | Ninian Park, Cardiff                    | 5,567    |
| 1970–71   | Wrexham                 | 0–1         | Cardiff City            | Racecourse Ground, Wrexham              | 14,101   |
| Lượt về   | Cardiff City            | 3–1         | Wrexham                 | Ninian Park, Cardiff                    | 7,000    |
| 1971–72   | Wrexham                 | 2–1         | Cardiff City            | Racecourse Ground, Wrexham              | 6,984    |
| Lượt về   | Cardiff City            | 1–1         | Wrexham                 | Ninian Park, Cardiff                    | 6,508    |
| 1972–73   | Bangor City             | 1–0         | Cardiff City            | Farrar Road, Bangor                     | 5,005    |
| Lượt về   | Cardiff City            | 5–0         | Bangor City             | Ninian Park, Cardiff                    | 4,679    |
| 1973–74   | Stourbridge             | 0–1         | Cardiff City            | War Memorial Athletic Ground, Amblecote | 5,726    |
| Lượt về   | Cardiff City            | 1–0         | Stourbridge             | Ninian Park, Cardiff                    | 4,000    |
| 1974–75   | Wrexham                 | 2–1         | Cardiff City            | Racecourse Ground, Wrexham              | 6,862    |
| Lượt về   | Cardiff City            | 1–3         | Wrexham                 | Ninian Park, Cardiff                    | 3,280    |
| 1975–76   | Hereford United         | 3–3         | Cardiff City            | Edgar Street, Hereford                  | 3,709    |
| Lượt về   | Cardiff City            | 3–2         | Hereford United         | Ninian Park, Cardiff                    | 2,648    |
| 1976–77   | Cardiff City            | 2–1         | Shrewsbury Town         | Ninian Park, Cardiff                    | 3,178    |
| Lượt về   | Shrewsbury Town         | 3–0         | Cardiff City            | Gay Meadow, Shrewsbury                  | 2,907    |
| 1977–78   | Bangor City             | 1–2         | Wrexham                 | Farrar Road, Bangor                     | 10,000   |
| Lượt về   | Wrexham                 | 1–0         | Bangor City             | Racecourse Ground, Wrexham              | 13,959   |
| 1978–79   | Wrexham                 | 1–1         | Shrewsbury Town         | Racecourse Ground, Wrexham              | 6,174    |
| Lượt về   | Shrewsbury Town         | 1–0         | Wrexham                 | Gay Meadow, Shrewsbury                  | 8,889    |
| 1979–80   | Newport County          | 2–1         | Shrewsbury Town         | Somerton Park, Newport                  | 9,950    |
| Lượt về   | Shrewsbury Town         | 0–3         | Newport County          | Gay Meadow, Shrewsbury                  | 8,993    |
| 1980–81   | Swansea City            | 1–0         | Hereford United         | Vetch Field, Swansea                    | 13,182   |
| Lượt về   | Hereford United         | 1–1         | Swansea City            | Edgar Street, Hereford                  | 7,038    |
| 1981–82   | Cardiff City            | 0–0         | Swansea City            | Ninian Park, Cardiff                    | 11,960   |
| Lượt về   | Swansea City            | 2–1         | Cardiff City            | Vetch Field, Swansea                    | 15,828   |
| 1982–83   | Wrexham                 | 1–2         | Swansea City            | Racecourse Ground, Wrexham              | 2,295    |
| Lượt về   | Swansea City            | 2–0         | Wrexham                 | Vetch Field, Swansea                    | 5,630    |
| 1983–84   | Shrewsbury Town         | 2–1         | Wrexham                 | Gay Meadow, Shrewsbury                  | 2,607    |
| Lượt về   | Wrexham                 | 0–0         | Shrewsbury Town         | Racecourse Ground, Wrexham              | 3,148    |
| 1984–85   | Shrewsbury Town         | 3–1         | Bangor City             | Gay Meadow, Shrewsbury                  | 1,507    |
| Lượt về   | Bangor City             | 0–2         | Shrewsbury Town         | Farrar Road, Bangor                     | 1,800    |
| 1985–86   | Wrexham                 | 1–1         | Kidderminster Harriers  | Racecourse Ground, Wrexham              | 5,035    |
| đá lại    | Kidderminster Harriers  | 1–2         | Wrexham                 | Aggborough, Kidderminster               | 4,304    |
| Mùa giải  | Đội vô địch             | Tỉ số       | Đội á quân              | Địa điểm                                | Khán giả |
| 1986–87   | Merthyr Tydfil          | 2–2         | Newport County          | Ninian Park, Cardiff                    | 7,000    |
| đá lại    | Merthyr Tydfil          | 1–0         | Newport County          | Ninian Park, Cardiff                    | 6,010    |
| 1987–88   | Cardiff City            | 2–0         | Wrexham                 | Vetch Field, Swansea                    | 5,465    |
| 1988–89   | Swansea City            | 5–0         | Kidderminster Harriers  | Vetch Field, Swansea                    | 5,100    |
| 1989–90   | Hereford United         | 2–1         | Wrexham                 | National Stadium, Cardiff               | 4,182    |
| 1990–91   | Swansea City            | 2–0         | Wrexham                 | National Stadium, Cardiff               | 5,000    |
| 1991–92   | Cardiff City            | 1–0         | Hednesford Town         | National Stadium, Cardiff               | 10,300   |
| 1992–93   | Cardiff City            | 5–0         | Rhyl                    | National Stadium, Cardiff               | 16,443   |
| 1993–94   | Barry Town              | 2–1         | Cardiff City            | National Stadium, Cardiff               | 14,500   |
| 1994–95   | Wrexham                 | 2–1         | Cardiff City            | National Stadium, Cardiff               | 11,200   |
| 1995–96   | Llansantffraid          | 3–3(a.e.t)P | Barry Town              | National Stadium, Cardiff               | 2,666    |
| 1996–97   | Barry Town              | 2–1         | Cwmbran Town            | Ninian Park, Cardiff                    | 1,560    |
| 1997–98   | Bangor City             | 1–1(a.e.t)P | Connah's Quay Nomads    | Racecourse Ground, Wrexham              | 2,023    |
| 1998–99   | Inter CableTel          | 1–1(a.e.t)P | Carmarthen Town         | Penydarren Park, Merthyr Tydfil         | 1,100    |
| 1999–2000 | Bangor City             | 1–0         | Cwmbran Town            | Racecourse Ground, Wrexham              | 1,125    |
| 2000–01   | Barry Town              | 2–0         | Total Network Solutions | Racecourse Ground, Wrexham              | 1,022    |
| 2001–02   | Barry Town              | 4–1         | Bangor City             | Park Avenue, Aberystwyth                | 2,256    |
| 2002–03   | Barry Town              | 2–2(a.e.t)P | Cwmbarn Town            | Stebonheath Park, Llanelli              | 852      |
| 2003–04   | Rhyl                    | 1–0(a.e.t)  | Total Network Solutions | Latham Park, Newtown                    | 1,534    |
| 2004–05   | Total Network Solutions | 1–0         | Carmarthen Town         | Stebonheath Park, Llanelli              | 1,126    |
| 2005–06   | Rhyl                    | 2–0         | Bangor City             | Racecourse Ground, Wrexham              | 1,743    |
| 2006–07   | Carmarthen Town         | 3–2         | Afan Lido               | Stebonheath Park, Llanelli              | 946      |
| 2007–08   | Bangor City             | 4–2(a.e.t)  | Llanelli                | Latham Park, Newtown                    | 1,510    |
| 2008–09   | Bangor City             | 2–0         | Aberystwyth Town        | Parc y Scarlets, Llanelli               | 1,044    |
| 2009–10   | Bangor City             | 3–2         | Port Talbot Town        | Parc y Scarlets, Llanelli               | 1,303    |
| 2010–11   | Llanelli                | 4–1         | Bangor City             | Parc y Scarlets, Llanelli               | 1,719    |
| 2011–12   | The New Saints          | 2–0         | Cefn Druids             | Nantporth Stadium, Bangor               | 731      |
| 2012–13   | Prestatyn Town          | 3–1 (a.e.t) | Bangor City             | Racecourse Ground, Wrexham              | 1,732    |
| 2013–14   | The New Saints          | 3–2         | Aberystwyth Town        | Racecourse Ground, Wrexham              | 1,273    |
| 2014–15   | The New Saints          | 2–0         | Newtown                 | Latham Park, Newtown                    | 1,579    |
| 2015–16   | The New Saints          | 2–0         | Airbus UK Broughton     | Glyndwr University Stadium, Wrexham     | 1,402    |

Ghi chú:
- P có nghĩa là thắng trong loạt sút luân lưu
- Nguồn các đội bóng và tỉ số: RSSSF[12]

## Tiểu sử
- The History of the Welsh Cup 1877–1993 by Ian Garland (1991) ISBN 1-872424-37-6